# Oreogrammitis trichopoda
Oreogrammitis trichopoda är en stensöteväxtart som först beskrevs av F. Muell., och fick sitt nu gällande namn av Barbara S. Parris. Oreogrammitis trichopoda ingår i släktet Oreogrammitis och familjen Polypodiaceae. Inga underarter finns listade.